# Sean Sherk
Sean Keith Sherk (St. Francis, 5 agosto 1973) è un ex lottatore di arti marziali miste statunitense.
Attivo prima nella divisione dei pesi welter e poi in quella dei pesi leggeri, Sherk è stato campione dei pesi leggeri UFC tra il 2006 ed il 2007, prima di essere privato della cintura a causa della positività agli steroidi anabolizzanti in un test antidoping dopo l'incontro per la prima difesa del titolo; inoltre ha combattuto in un'altra occasione per il titolo dei pesi leggeri UFC nel 2008 e nel 2003 ha lottato per la cintura dei pesi welter UFC, venendo sconfitto in entrambe le occasioni.
Sherk ha combattuto anche nelle promozioni giapponesi Pride e Pancrase, vanta una serie di 20 incontri da imbattuto e le sue uniche quattro sconfitte sono avvenute contro campioni o ex campioni di titoli UFC quali B.J. Penn, Matt Hughes, Georges St-Pierre e Frankie Edgar.

## Carriera nelle arti marziali miste

### Inizi
Con un forte background nella lotta libera supportato dalla pratica di pugilato, shoot wrestling e muay thai, Sherk esordisce come professionista di MMA nel 1999 partecipando ad incontri in varie promozioni minori degli Stati Uniti.
Tra giugno 1999 e gennaio 2001 Sherk inanella una serie di 10 vittorie consecutive, tra le quali hanno sicuramente rilievo le due ai danni del judoka armeno Karo Parisyan, futuro campione dei pesi welter WEC e futura promessa dell'UFC.

### Ultimate Fighting Championship
Visto l'ottimo record di 10-0 nel 2001 la prestigiosa promozione UFC ingaggiò Sherk e lo fece esordire nell'evento UFC 30: Battle on the Boardwalk contro Tiki Ghosn: Sherk vinse il match per infortunio dell'avversario.
Nel frattempo Sherk continuò a lottare con grande frequenza e sempre nel 2001 combatté altri sei incontri in altre promozioni, vincendo cinque di questi e pareggiando l'unico incontro della sua carriera nella promozione giapponese Pancrase contro il futuro campione dei pesi medi e pesi welter Kiuma Kunioku; in particolare Sherk sconfisse Manny Gamburyan, futuro contendente al titolo dei pesi piuma WEC.
Torna a combattere in UFC nel 2002 per affrontare il giapponese Jutaro Nakao, futuro campione della promozione Deep che Sherk sconfisse ai punti.
Successivamente ebbe la meglio per KO tecnico anche su Benji Radach, lottatore che si presentava imbattuto con un record di 11–0.
Nel dicembre 2002 Sherk vinse un incontro nella piccola organizzazione Extreme Combat del Minnesota, portando la propria striscia di risultati utili a 20 incontri consecutivi.
Da imbattuto il 25 aprile 2003 Sherk tornò in UFC per affrontare l'allora campione dei pesi welter in carica Matt Hughes, il quale era alla quarta difesa consecutiva del titolo: l'evento fu UFC 42: Sudden Impact, e per la prima volta in carriera Sherk venne sconfitto in un incontro abbastanza equilibrato, con i giudici che assegnarono all'unanime una vittoria al campione in carica con i punteggi 48–45, 48–47 e 49–46.

### Pride Fighting Championships ed eventi locali negli USA
Dopo la sconfitta patita nella gara per il titolo Sherk si riprese subito vincendo tre incontri consecutivi in promozioni di minor importanza.
Nel 2004 trovò un accordo con la prestigiosa promozione nipponica Pride, considerata al tempo la Mecca delle MMA assieme all'UFC e che annoverava nel suo roster molti tra i migliori lottatori al mondo.
Sherk combatté un solo incontro in Pride con l'evento Pride Bushido 2, quando affrontò e sconfisse ai punti Ryuki Ueyama; successivamente la difficoltà nel far fronte agli impegni famigliari con i voli in Giappone e alcuni problemi con l'assicurazione sanitaria nel paese del sol levante spinsero Sherk a tornare negli Stati Uniti, dove proseguì la redditizia routine del lottare nei main match di eventi minori.
Tra aprile e novembre 2004 Sherk prese parte a ben sette incontri, vincendoli tutti.
Successivamente lottò anche nel settembre 2005, vincendo ancora e portando il proprio record personale a 31 vittorie, una sconfitta ed un pareggio.

### Ritorno in UFC
Nel 2005 Sherk tornò a combattere nella divisione dei pesi welter per l'UFC affrontando il fuoriclasse e futuro dominatore della categoria Georges St-Pierre, perdendo il suo secondo incontro in carriera e venendo finalizzato per la prima volta, in quanto St-Pierre impose il KO tecnico con una serie di pugni e gomitate.
Nel 2006 affrontò un'altra futura stella dei pesi welter in Nick Diaz, vincendo ai punti grazie ad uno striking di molto migliorato.
Quell'anno l'UFC decise di rimettere in gioco la cintura dei pesi leggeri, la quale non conobbe più padrone da quando il primo campione Jens Pulver lasciò la stessa vacante per una disputa contrattuale; Sherk prese la decisione di scendere nei pesi leggeri e affrontare un altro ex peso welter quale era Kenny Florian proprio per il titolo dei pesi leggeri UFC.
All'evento UFC 64: Unstoppable del 14 ottobre 2006 Sherk ottenne una meritata vittoria con un punteggio di 49–46, 49–46 e 50–45, divenendo il nuovo campione dei pesi leggeri UFC; l'incontro venne premiato Fight of the Night.
Nel 2007 Sherk difese il proprio titolo per la prima volta contro il brasiliano Hermes França, ex campione dei pesi leggeri WEC e cintura nera di jiu jitsu brasiliano; a seguito del match Sherk venne trovato positivo all'utilizzo di nandrolone, pratica severamente vietata, e di conseguenza gli venne tolta la cintura e venne sospeso per sei mesi.
Sherk torna a combattere nel maggio 2008 come nuovo sfidante al titolo dei pesi leggeri che nel frattempo era finito nelle mani del fuoriclasse B.J. Penn, ex campione dei pesi welter che aveva sconfitto Joe Stevenson per la cintura vacante: durante il terzo round una combinazione di Penn iniziata da una ginocchiata in salto mise Sherk fuori gioco, e nonostante l'ex campione fosse riuscito ad arrivare al termine della ripresa non poté continuare l'incontro e il risultato fu un KO tecnico e la prima difesa del titolo per B.J. Penn.
Successivamente affrontò il pericoloso striker Tyson Griffin (record: 12-1): Sherk si impose meritatamente ai punti (30–27, 29–28, 29–28), ottenendo la sua 35-esima vittoria in carriera e venendo premiato con il riconoscimento Fight of the Night.
Nel 2009 fu suo compito arrestare l'ascesa del futuro campione Frankie Edgar (record: 10-1): Sherk venne sonoramente sconfitto ai punti con tutti i giudici che segnarono un 30–27 a favore dell'avversario, e al termine del match doveva sottoporsi ad un esame delle urine e in tal occasione abbandonò l'MGM Grand Garden Arena, venendo poi sospeso per 45 giorni.
Gli anni a seguire furono sfortunati per Sherk, in quanto fu vittima di numerosi infortuni: a causa di vari acciacchi dovette rinunciare alle sfide contro Gleison Tibau, Jim Miller e Clay Guida, tornando a combattere più di un anno dopo in un match vinto a fatica contro Evan Dunham, match che venne premiato con il riconoscimento Fight of the Night.
Nel settembre 2013 dopo tre anni di inattività annuncia il suo ritiro dalle MMA agonistiche, mettendo così fine ad una carriera che durava dal 1999 con un record finale di 36 vittorie e 4 sconfitte, ed un record parziale in UFC di 8-4.

## Risultati nelle arti marziali miste
| Risultato | Record | Avversario            | Metodo                                    | Evento                                       | Data              | Round | Tempo | Città                      | Note                                       |
| --------- | ------ | --------------------- | ----------------------------------------- | -------------------------------------------- | ----------------- | ----- | ----- | -------------------------- | ------------------------------------------ |
| Vittoria  | 36–4-1 | Evan Dunham           | Decisione (non unanime)                   | UFC 119: Mir vs. Cro Cop                     | 25 settembre 2010 | 3     | 5:00  | Indianapolis, Stati Uniti  |                                            |
| Sconfitta | 35-4–1 | Frankie Edgar         | Decisione (unanime)                       | UFC 98: Evans vs. Machida                    | 23 maggio 2009    | 3     | 5:00  | Las Vegas, Stati Uniti     |                                            |
| Vittoria  | 35–3-1 | Tyson Griffin         | Decisione (unanime)                       | UFC 90: Silva vs. Côté                       | 25 ottobre 2008   | 3     | 5:00  | Rosemont, Stati Uniti      |                                            |
| Sconfitta | 34-3–1 | B.J. Penn             | KO Tecnico (ginocchiata in salto e pugni) | UFC 84: Ill Will                             | 24 maggio 2008    | 3     | 5:00  | Las Vegas, Stati Uniti     | Per il titolo dei Pesi Leggeri UFC         |
| Vittoria  | 34–2-1 | Hermes Franca         | Decisione (unanime)                       | UFC 73: Stacked                              | 7 luglio 2007     | 5     | 5:00  | Sacramento, Stati Uniti    | Difende il titolo dei Pesi Leggeri UFC     |
| Vittoria  | 33–2-1 | Kenny Florian         | Decisione (unanime)                       | UFC 64: Unstoppable                          | 14 ottobre 2006   | 5     | 5:00  | Las Vegas, Stati Uniti     | Vince il titolo dei Pesi Leggeri UFC       |
| Vittoria  | 32–2-1 | Nick Diaz             | Decisione (unanime)                       | UFC 59: Reality Check                        | 15 aprile 2006    | 3     | 5:00  | Anaheim, Stati Uniti       |                                            |
| Sconfitta | 31-2–1 | Georges St-Pierre     | KO Tecnico (pugni e gomitate)             | UFC 56: Full Force                           | 19 novembre 2005  | 2     | 2:53  | Las Vegas, Stati Uniti     |                                            |
| Vittoria  | 31–1-1 | Joel Blanton          | Sottomissione (rear naked choke)          | BP: Pride and Glory                          | 17 settembre 2005 | 1     | 2:02  | Georgia, Stati Uniti       |                                            |
| Vittoria  | 30–1-1 | Lee King              | Sottomissione (triangolo di braccio)      | Extreme Challenge 60                         | 12 novembre 2004  | 1     | 2:20  | Medina, Stati Uniti        |                                            |
| Vittoria  | 29–1-1 | Brodie Farber         | Sottomissione (ghigliottina)              | SF 6: Battleground in Reno                   | 23 settembre 2004 | 1     | 0:55  | Reno, Stati Uniti          |                                            |
| Vittoria  | 28–1-1 | Darin Brudigan        | Sottomissione (triangolo di braccio)      | Cage Fighting Xtreme 2                       | 4 settembre 2004  | 1     | 1:30  | Brainerd, Stati Uniti      |                                            |
| Vittoria  | 27–1-1 | Gerald Strebendt      | KO Tecnico (pugni)                        | Extreme Challenge 58                         | 11 giugno 2004    | 1     | 3:52  | Medina, Stati Uniti        |                                            |
| Vittoria  | 26–1-1 | Eric Heinz            | Sottomissione (neck crank)                | Pride and Fury                               | 3 giugno 2004     | 1     | 0:58  | Worley, Stati Uniti        |                                            |
| Vittoria  | 25–1-1 | Jake Short            | Sottomissione (rear naked choke)          | ICC: Trials 2                                | 30 aprile 2004    | 1     | 2:51  | Minnesota, Stati Uniti     |                                            |
| Vittoria  | 24–1-1 | Kaleo Padilla         | Sottomissione (neck crank)                | You Think You're Tough                       | 17 aprile 2004    | 2     | 1:17  | Kona, Stati Uniti          |                                            |
| Vittoria  | 23–1-1 | Ryuki Ueyama          | Decisione (unanime)                       | Pride Bushido 2                              | 15 febbraio 2004  | 2     | 5:00  | Yokohama, Giappone         | Debutto in Pride                           |
| Vittoria  | 22–1-1 | Charles Diaz          | Sottomissione (keylock)                   | EP: XXXtreme Impact                          | 28 dicembre 2003  | 2     | 0:58  | Tijuana, Messico           |                                            |
| Vittoria  | 21–1-1 | Mark Long             | KO Tecnico (colpi)                        | Extreme Combat                               | 12 dicembre 2003  | 1     | 0:42  | Fridley, Stati Uniti       |                                            |
| Vittoria  | 20–1-1 | John Alexander        | KO Tecnico (pugni)                        | Extreme Combat                               | 2 agosto 2003     | 1     | 1:57  | Anoka, Stati Uniti         |                                            |
| Sconfitta | 19-1–1 | Matt Hughes           | Decisione (unanime)                       | UFC 42: This Time It's Personal              | 25 aprile 2003    | 5     | 5:00  | Miami, Stati Uniti         | Per il titolo dei Pesi Welter UFC          |
| Vittoria  | 19–0-1 | John Alexander        | Sottomissione (rear naked choke)          | Extreme Combat 2                             | 7 dicembre 2002   | 1     | 1:28  | Minneapolis, Stati Uniti   |                                            |
| Vittoria  | 18–0-1 | Benji Radach          | KO Tecnico (ferita)                       | UFC 39: The Warriors Return                  | 27 settembre 2002 | 1     | 4:16  | Uncasville, Stati Uniti    |                                            |
| Vittoria  | 17–0-1 | Jutaro Nakao          | Decisione (unanime)                       | UFC 36: Worlds Collide                       | 22 marzo 2002     | 3     | 5:00  | Las Vegas, Stati Uniti     |                                            |
| Vittoria  | 16–0-1 | Claudionor Fontinelle | Sottomissione (rear naked choke)          | UCC 6: Redemption                            | 19 ottobre 2001   | 2     | 1:04  | Montréal, Canada           |                                            |
| Parità    | 15–0-1 | Kiuma Kunioku         | Parità                                    | Pancrase: 2001 Neo-Blood Tournament, Round 2 | 29 luglio 2001    | 3     | 5:00  | Tokyo, Giappone            | Torneo Pancrase 2001 Neo-Blood, Semifinale |
| Vittoria  | 15–0   | Curtis Brigham        | KO Tecnico (ritiro)                       | UW: St. Paul                                 | 15 luglio 2001    | 3     | 1:15  | Saint Paul, Stati Uniti    |                                            |
| Vittoria  | 14–0   | Jason Purcell         | KO Tecnico (pugni)                        | UW: Ultimate Fight Minnesota                 | 2 giugno 2001     | 1     | 1:42  | Bloomington, Stati Uniti   |                                            |
| Vittoria  | 13–0   | Marty Armendarez      | KO Tecnico (pugni)                        | KOTC Bombs Away                              | 29 aprile 2001    | 3     | 2:07  | Williams, Stati Uniti      |                                            |
| Vittoria  | 12–0   | Manvel Gamburyan      | Decisione (unanime)                       | Reality Submission Fighting 3                | 30 marzo 2001     | 1     | 18:00 | Belleville, Stati Uniti    |                                            |
| Vittoria  | 11–0   | Tiki Ghosn            | KO Tecnico (infortunio)                   | UFC 30: Battle on the Boardwalk              | 23 febbraio 2001  | 2     | 4:47  | Atlantic City, Stati Uniti | Debutto in UFC                             |
| Vittoria  | 10–0   | Karo Parisyan         | KO Tecnico (stop medico)                  | Reality Submission Fighting 2                | 5 gennaio 2001    | 1     | 16:20 | Belleville, Stati Uniti    |                                            |
| Vittoria  | 9–0    | Ken Parham            | Decisione (unanime)                       | Submission Fighting Championships            | 3 novembre 2000   | 2     | 5:00  | Collinsville, Stati Uniti  |                                            |
| Vittoria  | 8–0    | Karo Parisyan         | Decisione (unanime)                       | Reality Submission Fighting 1                | 10 ottobre 2000   | 1     | 18:00 | Belleville, Stati Uniti    |                                            |
| Vittoria  | 7–0    | Steve Gomm            | Decisione (non unanime)                   | Extreme Challenge 28                         | 9 ottobre 1999    | 1     | 10:00 | Ogden, Stati Uniti         |                                            |
| Vittoria  | 6–0    | Scott Bills           | Decisione (unanime)                       | Extreme Challenge 28                         | 9 ottobre 1999    | 1     | 10:00 | Ogden, Stati Uniti         |                                            |
| Vittoria  | 5–0    | Kurtis Jensen         | KO Tecnico (pugni)                        | Extreme Challenge: Trials                    | 4 ottobre 1999    | 1     | 1:00  | Mason City, Stati Uniti    |                                            |
| Vittoria  | 4–0    | Johnnie Holland       | Sottomissione (keylock)                   | Ultimate Wrestling                           | 13 agosto 1999    | 2     | 2:10  | Bloomington, Stati Uniti   |                                            |
| Vittoria  | 3–0    | Joe Paun              | Decisione (unanime)                       | Midwest MMA Championship 1                   | 11 luglio 1999    | 1     | 15:00 | Clinton, Stati Uniti       |                                            |
| Vittoria  | 2–0    | Dean Kugler           | Decisione (unanime)                       | Midwest MMA Championship 1                   | 11 luglio 1999    | 1     | 10:00 | Clinton, Stati Uniti       |                                            |
| Vittoria  | 1–0    | Roscoe Ostyn          | Decisione (unanime)                       | Dangerzone: Mahnomen                         | 19 giugno 1999    | 3     | 3:00  | Mahnomen, Stati Uniti      |                                            |